# Pikkusaari (ö i Birkaland, Tammerfors, lat 61,73, long 23,95)
Pikkusaari är en halvö i Finland. Den ligger i sjön Velaattajärvi och i kommunen Tammerfors i den ekonomiska regionen Tammerfors och landskapet Birkaland, i den södra delen av landet, 180 km norr om huvudstaden Helsingfors.